# Hoplopleura funambuli
Hoplopleura funambuli är en insektsart som beskrevs av Bilquees 1976. Hoplopleura funambuli ingår i släktet Hoplopleura och familjen gnagarlöss. Inga underarter finns listade i Catalogue of Life.